# 2020년 하계 올림픽 야구
제32회 하계 올림픽 야구 경기는 일본 요코하마시에 있는 요코하마 스타디움과 후쿠시마시에 있는 후쿠시마 현영 아즈마 구장에서 열렸다. 처음에는 2020년에 경기가 진행될 예정이었으나 코로나19 범유행으로 1년 연기되어 2021년 7월 28일부터 8월 7일까지 진행하였다. 1년 후에도 코로나19 범유행이 지속하여서 아즈마 경기장에서 진행하는 1경기를 제외하고 전부 무관중으로 진행되도록 결정되었고 이후 아즈마 경기장도 무관중으로 전환되어 전 경기 무관중으로 진행되었다. 5전 전승으로 일본 야구 국가대표팀이 금메달을 획득했고 은메달과 동메달은 각각 미국과 도미니카 대표팀이 획득했다.

## 배경
야구는 베이징에서 열린 2008년 하계 올림픽 이후 올림픽 정식종목에서 제외되었었다. 남자만 진행했던 야구가 남녀평등을 중요시하는 올림픽 정신에 맞지 않는다는 비판을 개선하여 정식종목 재진입을 위해 국제 야구 연맹(IBAF)과 국제 소프트볼 연맹(ISF)은 세계 야구 소프트볼 연맹(WSBC)으로 통합하였다. 야구 소프트볼 연맹은 야구와 소프트볼을 단일종목으로 통합하여 야구ㆍ소프트볼(세부종목 남자 야구, 여자 소프트볼)을 올림픽 정식종목에 지원했다. 이에 추가로 경기 시간이 길다는 지적을 개선하기 위해 7이닝 제도도 검토하고 있다고 밝혔다. 2012년 12월 20일에는 국제올림픽위원회(IOC)가 스위스 로잔에서 실시한 프로그램 위원회에 나가 하계 올림픽 정식종목 채택을 위한 프레젠테이션을 시행하였다. 프레젠테이션 도중에 이탈리아 출신 야구선수 알레산드로 마에스트리는 올림픽에 참가하는 것이 꿈이라고 말하였다. 하지만 2013년 9월 9일 제125차 총회에서 정식종목 관련 투표 결과 레슬링은 49표, 야구ㆍ소프트볼이 24표를 얻으며 정식종목 재진입에 실패하였다.
2014년 12월 8일 국제올림픽위원회(IOC) 제127차 임시총회에서 올림픽 어젠다 2020 안건을 심의함에 따라 야구 복귀 가능성이 생겼다. 올림픽 어젠다 2020 내용 중 개최 도시에 종목 선택권을 부여한다는 내용이 포함되었기 때문이다. 개최국인 일본의 경우 야구가 인기 스포츠이기 때문에 복귀 가능성이 커졌다. 2020년 도쿄올림픽조직위원회가 2015년 9월 28일 야구ㆍ소프트볼을 가라테, 스케이트보딩, 스포츠 클라이밍, 서핑과 함께 올림픽 정식종목 후보로 국제올림픽위원회(IOC) 추천하기로 했다. 야구 정식종목 채택과 관련해 일본 내에서 부정적인 여론도 있었지만 2016년 8월 4일 국제올림픽위원회(IOC)가 도쿄조직위원회가 제출한 5개 종목을 모두 승인하기로 하면서 12년 만에 정식종목으로 복귀했다.

## 예선 및 참가국

파랑색은 야구 종목에 참여하는 국가를, 분홍색은 소프트볼 종목에 참가하는 국가를 나타내며, 초록색은 야구와 소프트볼 종목에 모두 참가하는 국가를 나타낸다.

| 대회                    | 일정                         | 개최지                                      | 할당된 진출권 | 진출팀            |
| ----------------------- | ---------------------------- | ------------------------------------------- | ------------- | ----------------- |
| 개최국                  | 2013년 9월 7일 (개최지 선정) | 부에노스아이레스 (IOC 총회)                 | 1             | 일본              |
| 유럽ㆍ아프리카 예선     | 2019년 9월 18일 - 9월 22일   | 볼로냐, 파르마                              | 1             | 이스라엘          |
| 2019년 WBSC 프리미어 12 | 2019년 11월 2일 - 11월 17일  | 도쿄, 지바 과달라하라 타이중, 타오위안 서울 | 2             | 대한민국 · 멕시코 |
| 아메리카 예선           | 2021년 5월 31일 ~ 6월 5일    | 플로리다                                    | 1             | 미국              |
| 대륙 간 최종 예선       | 2021년 6월 22일 ~ 6월 26일   | 푸에블라                                    | 1             | 도미니카 공화국   |
| 합계                    |                              |                                             | 6             |                   |

### 유럽ㆍ아프리카 예선
2019년 유럽 선수권 대회 상위 5개국과 2019년 아프리카 야구 선수권 대회 우승 국가인 남아프리카 공화국이 유럽/아프리카 예선에 참여했다. 이 대회에서 우승한 이스라엘은 올림픽 진출권을 획득했고 2위를 한 네덜란드는 대륙 간 최종 예선 진출권을 획득했다.

### 2019년 WBSC 프리미어 12
프리미어 12 대회의 경우 WSBC 세계랭킹 상위 12개국이 참가하는 국제대회이다. 이 대회에서 개최국인 일본을 제외한 아시아/오세아니아 최상위 팀과 아메리카 최상위 팀에게 올림픽 진출권을 준다. 일본이 우승하였고 준우승을 한 대한민국과 3위를 기록한 멕시코가 올림픽 진출권을 획득했다.

### 아메리카 예선
2019년 WBSC 프리미어 12에 참가하였지만, 올림픽 진출권을 획득하지 못한 6개국과 2019년 팬아메리칸 게임에서 상위 2개국이 참가하였다. 미국이 우승하며 올림픽 진출권을 획득하였고 2위 도미니카 공화국과 3위 베네수엘라가 대륙 간 최종 예선에 진출하였다.

### 대륙 간 최종 예선
2019년 아시아 야구 선수권 대회에 참가하여 이미 올림픽 출전권을 획득한 나라를 제외하고 상위 2개국(중국, 중화 타이베이)과 아메리카 예선 통과국(도미니카 공화국, 베네수엘라), 유럽ㆍ아프리카 예선 통과국(네덜란드), 오세아니아 대표(오스트레일리아) 총 6개국이 대륙간 최종 예선에 참가하기로 하였다. 하지만 중국이 2021년 5월 24일 최종 예선에 불참하기로 하였다. 이후 중화 타이베이도 중화 직업봉구 대연맹이 올림픽 불참 선언을 했고, 아마추어 선수만으로 참가하려 했으나 훈련 장소를 찾지 못해 불참 선언을 했다. 마지막으로 6월 9일 오스트레일리아가 선수들의 건강과 안전을 위해 불참하며 총 3개국이 최종 예선에 참여했다. 도미니카 공화국이 결승전에서 베네수엘라를 상대로 8-5로 승리하며 마지막으로 올림픽 진출권을 획득했다.

## 경기장
대부분의 경기는 도쿄도 인근 요코하마시에 있는 요코하마 스타디움에서 경기가 진행되었으며 1경기는 후쿠시마시에 있는 후쿠시마 현영 아즈마 구장에서 열렸다. 개최 도시인 도쿄도에 있는 도쿄돔에서는 진행하지 않았는데 이에 대해 무로이 마사야는 도쿄돔 근처에 상업 시설이 밀집해 있고 경비가 많이 들기 때문이라고 분석했다. 도쿄도에 있는 또 다른 야구장인 메이지 진구 야구장의 경우 각국 관계자와 내빈의 대기 장소, 자재 창고 등으로 활용되었다. 후쿠시마 이즈마 야구장의 경우 후쿠시마현의 부흥을 위해 경기를 진행하였지만, 후쿠시마 제1 원자력 발전소 사고 지점으로부터 70km 떨어져 있다는 점과 야구장 근처에 방사능 오염토가 방치된 점에서 논란이 되었다.
| 요코하마           | 후쿠시마                  | 도쿄요코하마후쿠시마2020년 하계 올림픽 야구(일본) |
| 요코하마 스타디움  | 후쿠시마 현영 아즈마 구장 | 도쿄요코하마후쿠시마2020년 하계 올림픽 야구(일본) |
| 수용인원: 34,046명 | 수용인원: 30,000명        | 도쿄요코하마후쿠시마2020년 하계 올림픽 야구(일본) |
|                    |                           | 도쿄요코하마후쿠시마2020년 하계 올림픽 야구(일본) |

## 경기 일정
| 예 | 조별 라운드 | 토 | 결선 토너먼트 | 동 | 동메달 결정전 | 결 | 결승전 |

| 날짜종목  | 7월28일(수) | 29일(목) | 30일(금) | 31일(토) | 1일(일) | 2일(월) | 3일(화) | 4일(수) | 5일(목) | 6일(금) | 7일(토) | 7일(토) |
| --------- | ----------- | -------- | -------- | -------- | ------- | ------- | ------- | ------- | ------- | ------- | ------- | ------- |
| 남자 야구 | 예          | 예       | 예       | 예       | 토      | 토      | 토      | 토      | 토      |         | 동      | 결      |

## 선수 명단
총 6개국에서 144명의 선수가 출전했다. 메이저리그(MLB)사무국이 40인 명단에 포함된 선수의 올림픽 참가를 허가하지 않음에 따라, 마이너 리그 선수들과 다른 국가 리그에서 뛰고 있는 선수 및 FA, 아마추어 선수만 참가할 수 있게 되었다. 대한민국의 KBO 리그와 일본의 일본 프로 야구(NPB)는 선수들의 출전을 위해 올림픽 기간 동안 리그를 중단하였다.

## 경기 방식
- 조별 리그
  - 조 편성은 2021년 6월 WBSC 랭킹을 기준으로 편성한다.
  - A조-일본(1위), 멕시코(5위), 도미니카 공화국(7위)
  - B조-대한민국(3위), 미국(4위), 이스라엘(24위)

- 결선 토너먼트
  - 변형된 더블 엘리미네이션 방식으로 1라운드-2라운드-패자부활전-준결승-동메달 결정전 및 결승전으로 진행한다.
  - 조별 리그 1위 팀은 2라운드에 직행하며 나머지 4팀은 1라운드부터 진행한다.

- 승부치기
  - 9회까지 동점일 경우, 10회부터 주자 1, 2루가 있는 상태에서 시작한다.

- 콜드 게임 (Mercy Rule)
  - 5회까지 양 팀의 점수 차가 15점 이상, 7회까지 양 팀의 점수 차가 10점 이상이면 콜드 게임으로 조기 종료한다.

- 코로나19 범유행에 따른 특별 규정
  - 참가팀 중에서 확진자가 발생 시, 확진자가 나온 팀을 제외한 나머지 팀끼리 싱글 라운드 로빈 방식으로 풀리그로 치른다.
  - 1-2위 팀이 결승전, 3-4위 팀이 동메달 결정전에 진출한다.
  - 결승 진출 팀에서 확진자가 발생 시, 차순위 팀이 결승전에 진출하고, 동메달 결정전 진출한 팀에서 확진자가 발생 시, 상대팀이 동메달을 받는다.

- 기타 규정
  - 비디오 판독은 정규 이닝에 사용 가능하나 판정 그대로 유지되면 더 이상 사용할 수 없다.
  - 승부치기 돌입 시에는 추가로 비디오 판독을 할 수 있다.
  - 8회 이후, 심판 재량으로도 비디오 판독을 할 수 있다.
  - 투수의 투구 제한 시간은 20초로 정한다.

## 경기요약

### A조
일본, 도미니카 공화국, 멕시코가 A조에서 조별리그를 진행했다. A조 첫 경기에서 일본과 도미니카 공화국의 선발투수인 야마모토 요시노부와 크리스토퍼 메르세데스 모두 퀄리티스타트를 기록하였다. 야마모토가 내려가고 나서 일본의 불펜투수들이 실점을 허용하며 3-1로 도미니카 공화국이 앞서가고 있었다. 하지만 마무리 투수로 나온 하이로 어센시오가 계속해서 실점하며 3-3 동점이 되었고 1사 만루 상황에서 강판당했다. 다음으로 나온 잔 마르티네스를 상대로 사카모토 하야토가 끝내기 안타를 치며 일본이 대회 첫 승리를 거뒀다. 일본에 패배한 도미니카 공화국은 이틀 뒤인 7월 30일 멕시코와 조별리그 두 번째 경기를 했다. 도미니카 공화국 선발 앙헬 산체스는 5이닝 무실점을 기록하였고 5회에 멜키 카브레라의 적시타로 1대0 승리를 하였다. 마지막 조별경기에서 일본은 야마다 데쓰토와 사카모토 하야토의 홈런 등으로 7점을 뽑으며 멕시코를 상대로 승리하였고 조별리그 1위를 달성하였다. 멕시코는 8회에 2점 홈런을 기록하며 추격하였으나 역전에 실패하며 패배했다. 조별리그 1위를 달성한 일본은 2라운드 진출자격을 얻었다.

### B조
대한민국, 이스라엘, 미국이 B조에서 조별리그를 진행했다. 7월 29일 이스라엘과 대한민국의 대회 첫 경기에서 이스라엘이 이안 킨슬러와 라이언 라반웨이의 2점 홈런으로 4-2로 앞서가고 있었다. 7회에 대한민국이 3점을 내며 역전을 했지만, 라반웨이가 9회 오승환을 상대로 1점 홈런을 치며 5-5 동점이 되었다. 연장 10회 말 2사 만루 상황에서 제레미 블레이치가 던진 공이 양의지의 몸에 맞으며 최종 스코어 5-6으로 대한민국이 승리했다. 다음날 이스라엘은 미국과 대결하여 8-1로 패배하며 조별리그 2패를 기록했다. 미국의 경우 선발투수 조 라이언의 6이닝 1실점 투구와 타일러 오스틴의 홈런, 에디 알바레즈의 멀티히트 등으로 승리를 할 수 있었다. 이스라엘은 4회 대니 발렌시아가 1점 홈런을 기록하였으나 승리를 하지는 못했다. 7월 31일 대한민국과 미국의 마지막 경기에서 1회 대한민국이 무사 1, 3루 상황서 김현수의 땅볼로 먼저 점수를 냈으나 4회 말 트리스턴 카사스가 고영표를 상대로 2점 홈런을 치며 미국이 역전했다. 이후 5회 닉 앨런의 1점 홈런 등으로 두 점을 추가하며 점수 차는 4-1로 벌어졌다. 9회 대한민국이 1점을 냈으나 역전에 실패하며 미국이 승리했다. 2경기 모두 승리한 미국이 조별리그 1위를 달성하며 2라운드 진출자격을 얻었다.

### 1ㆍ2라운드
8월 1일 12시와 19시에 1라운드 경기를 진행하였다. 오전에 열린 이스라엘과 멕시코의 경기에서는 이스라엘이 12-5로 승리하며 2라운드에 진출했고 멕시코는 6위로 대회를 마감했다. 멕시코는 3회 4점, 6회 1점을 내며 6-5로 추격했으나 끝내 역전에는 실패했다. 오후에 열린 경기에서는 도미니카 공화국이 9회까지 3-1로 앞서가고 있었다. 하지만 9회 말 대한민국이 추격하며 동점을 만들었고 김현수가 끝내기 안타를 만들며 3-4로 대한민국이 역전승을 거두면서 대한민국이 2라운드에 진출했다. 8월 2일 12시에 2라운드 이스라엘과 대한민국의 경기에서는 대한민국이 5회 7득점을 하는 등 11을 내며 11-1, 7회 콜드게임 승을 했다. 이스라엘은 5회 초 만루에서 대니 발렌시아의 볼넷으로 1점을 득점하며 추격하였으나 역전에는 실패했다. 이후 19시 경기에서는 5-6으로 미국이 앞서가고 있었으나 9회 미국의 마무리투수 스콧 맥고프를 상대로 일본이 득점하며 동점을 만들었다. 이후 이본은 10회 말 승부치기 상황에서 번트 후 나온 가이 다쿠야의 끝내기 안타로 6-7로 승리하였다. 이 경기에서 승리한 일본은 오전 경기에서 승리한 대한민국과 함께 준결승 1에 진출했다. 패자부활전에서는 도미니카 공화국이 이스라엘을 상대로 승리하며 다음 패자부활전에 진출했고 이스라엘은 5위로 대회를 마감했다. 이후 미국과 도미니카 공화국 전에서는 미국이 승리하며 미국은 준결승 2에, 도미니카 공화국은 동메달 결정전에 진출했다.

### 준결승전
2라운드에서 승리한 일본과 대한민국이 8월 4일 19시에 준결승 1을 진행하였다. 준결승 1에서 승리한 팀은 결승으로 직행하며 패배한 팀은 패자부활전에서 올라온 미국과 준결승 2를 진행해야 한다. 경기 하루 전 대한민국은 KT 위즈 소속 고영표를 일본의 경우 오릭스 버팔로스 소속 야마다 데쓰토를 선발투수로 예고했다. 일본이 3회 말 1사 2, 3루 상황에서 사카모토 하야토의 희생플라이로 먼저 득점했다. 이후 5회에도 요시다 마사타카의 적시타로 0-2로 달아났다. 하지만 대한민국이 6회 초 박해민과 강백호의 안타로 득점했다. 이후 김현수의 중전안타로 2-2 동점을 만들었다. 8회 말 대한민국은 고우석으로 투수교체를 했다. 첫 번째 타자인 아사무라 히데토는 삼진을 당했지만 야나기타 유키가 안타를 치며 1사 1루 상황이 만들어졌다. 이후 곤도 겐스케가 병살타성 땅볼을 치며 이닝이 종료될 수 있었지만, 고우석이 베이스를 밟지 않는 실수를 하며 2사 1루 상황이 되었다. 이후 고우석은 흔들리며 폭투, 고의사구, 볼넷으로 2사 만루 상황을 만들었고 야마다 테스토가 싹쓸이 2루타를 치며 다시 일본이 5-2로 달아났다. 9회 초 일본의 마무리 구리바야시 료지를 상대로 오지환이 볼넷으로 출루했지만, 추격에는 실패하며 일본이 결승전에 진출했다.
준결승 1에서 패한 대한민국과 패자부활전에서 승리한 미국이 8월 5일 19:00에 조별리그 이후 재대결을 가졌다. 미국은 조 라이언을 대한민국은 이의리가 선발투수로 나왔다. 이의리를 상대로 미국은 2회 말 잭 로패즈의 1타점 적시타와 4회 말 제이미 웨스트브룩의 홈런으로 0-2 앞서가기 시작했다. 5회에 박해민이 적시타로 대한민국은 1점 차 추격했다. 미국은 4⅓이닝 던진 조 라리언을 라이더 라이언으로 교체했다. 강백호가 2루 땅볼로 병살타를 만들며 더 점수를 만드는 데 실패했다. 이의리가 내려가고 나온 대한민국의 투수를 상대로 미국은 6회 5득점을 기록하며 달아났다. 7회 대한민국이 오지환의 적시타로 1득점 했으나 승리에는 영향을 주지 못하며 7-2로 미국이 승리하며 결승전에 진출했다. 패배한 대한민국은 도미니카 공화국과의 동메달 결정전을 진행하게 되었다.

### 동메달 결정전
도미니카 공화국은 1라운드에서 대한민국을 상대로 나왔던 라울 발데스를, 대한민국은 김민우를 각각 선발투수로 예고했다. 김민우를 상대로 훌리오 로드리게스와 후안 프란시스코가 홈런을 기록하는 등 1회에 도미니카 공화국이 4득점을 했으며 김민우는 아웃 카운트 하나만을 잡은 채 교체되었다. 2회 말 대한민국이 1득점 하며 추격하기 시작했고 이후 4회 말 김현수가 1점 홈런을 치며 4-2로 좁혀졌다. 5회 초 도미니카 공화국이 1득점 하며 5-2가 되었으나 5회 말 대한민국이 양의지를 시작으로 김혜성, 박해민의 3연속 안타와 상대 투수의 폭투 등으로 동점까지 만들었다. 이후 강백호가 중전안타를 치며 대한민국이 6-5로 역전했다. 8회에 나온 오승환이 헤이손 구스만의 우전안타를 시작으로 1사 만루를 만들었다. 오승환의 폭투로 6-6 동점이 되었고 이후 후안 프란시스코의 2타점 2루타로 도미니카 공화국이 다시 역전했다. 이후 요한 미에시스의 2점 홈런으로 오승환은 5실점을 한 채 마운드에서 내려왔다. 도미니카 공화국은 9회에 대한민국을 상대로 1점도 내주지 않으며 사상 처음으로 동메달을 획득하였고, 지난 대회의 우승 국가인 대한민국은 4위로 대회를 마감하였다.

### 결승전
결승전에서 일본은 모리시타 마사토를 미국은 닉 마르티네스가 선발투수로 나왔다. 3회 무라카미 무네타카가 미국의 선발투수 닉 마르티네스를 상대로 홈런을 치며 1-0으로 앞서가기 시작했다. 미국은 5회 초 2사 1, 2루와 7회 초 2사 3루 등 기회가 있었으나 에디 알바레스가 두 타석 모두 땅볼을 치며 득점에 실패했다. 7회까지 이어오던 1-0 승부는 8회에 깨졌다. 8회 1사 2루에서 요시다 마사타카가 중전안타를 때렸다. 이때 중견수 잭 로페스의 송구를 포수 마크 콜로즈베리가 뒤로 빠뜨리면서 3루에 있던 야마다 데쓰토가 홈에 들어오며 2-0으로 점수 차가 벌어졌다. 마무리 투수인 구리바야시 료지가 1이닝 동안 무실점으로 막으며 일본이 5전전승으로 올림픽 야구 종목에서 일본 첫 금메달을 획득했다. 미국의 경우 2000년 하계 올림픽 이후 21년 만에 금메달에 도전했으나 실패하며 은메달을 획득했다. 미국 대표팀 소속 에디 알바레즈는 2014년 동계 올림픽에서 쇼트트랙 은메달에 이어 이번 대회에서 은메달을 획득하며 동하계 올림픽에서 동시에 메달을 획득한 6번째 선수가 되었다.

## 조별 리그
- 녹색(█)으로 표시된 팀은 결선 토너먼트 2라운드에 직행한 팀이다.
- 황색(█)으로 표시된 팀은 결선 토너먼트 1라운드에 진출한 팀이다.

### A조
| 순위 | 팀              | 승 | 패 | 승률  | 득점 | 공격이닝 | 실점 | 수비 이닝 | 득실차 |
| ---- | --------------- | -- | -- | ----- | ---- | -------- | ---- | --------- | ------ |
| 1    | 일본            | 2  | 0  | 1.000 | 11   | 18       | 7    | 18        | 0.222  |
| 2    | 도미니카 공화국 | 1  | 1  | 0.500 | 4    | 17       | 4    | 18        | 0.013  |
| 3    | 멕시코          | 0  | 2  | 0.000 | 4    | 18       | 8    | 17        | -0.248 |

| 2021년 7월 28일 12:00 조별A조 | 도미니카 공화국       | 3 - 4  | 일본                  | 후쿠시마 현영 아즈마 구장 관중: 0 심판: 치후아웬 (중화 타이베이) |
| 2021년 7월 28일 12:00 조별A조 | 패전: 하이로 어센시오 | 리포트 | 승리: 구리바야시 료지 | 후쿠시마 현영 아즈마 구장 관중: 0 심판: 치후아웬 (중화 타이베이) |

| 팀                                                                | 1 | 2 | 3 | 4 | 5 | 6 | 7 | 8 | 9 | R | H  | E |
| 도미니카 공화국 (크리스토퍼 메르세데스)                           | 0 | 0 | 0 | 0 | 0 | 0 | 2 | 0 | 1 | 3 | 8  | 0 |
| 일본 (야마모토 요시노부)                                          | 0 | 0 | 0 | 0 | 0 | 0 | 1 | 0 | 3 | 4 | 10 | 0 |
| 승리 투수: 구리바야시 료지 (1승) 패전 투수: 하이로 어센시오 (1패) |   |   |   |   |   |   |   |   |   |   |    |   |

| 2021년 7월 30일 12:00 조별A조 | 멕시코                    | 0 - 1  | 도미니카 공화국                           | 요코하마 스타디움 관중: 0 심판: 니에블라 호르헤 (쿠바) |
| 2021년 7월 30일 12:00 조별A조 | 패전: 시어도어 스탠키위츠 | 리포트 | 승리: 앙헬 산체스 세이브: 루이스 카스티요 | 요코하마 스타디움 관중: 0 심판: 니에블라 호르헤 (쿠바) |

| 팀                                                                                             | 1 | 2 | 3 | 4 | 5 | 6 | 7 | 8 | 9 | R | H | E |
| 멕시코 (시어도어 스탠키위츠)                                                                   | 0 | 0 | 0 | 0 | 0 | 0 | 0 | 0 | 0 | 0 | 4 | 0 |
| 도미니카 공화국 (앙헬 산체스)                                                                  | 0 | 0 | 0 | 0 | 1 | 0 | 0 | 0 | X | 1 | 6 | 0 |
| 승리 투수: 앙헬 산체스 (1승) 패전 투수: 시어도어 스탠키위츠 (1패) 세이브: 루이스 카스티요 (1S) |   |   |   |   |   |   |   |   |   |   |   |   |

| 2021년 7월 31일 12:00 조별A조 | 일본                                          | 7 - 4  | 멕시코              | 요코하마 스타디움 관중: 0 심판: 스위니 케빈 (미국) |
| 2021년 7월 31일 12:00 조별A조 | 승리: 모리시타 마사토 세이브: 구리바야시 료지 | 리포트 | 패전: 후안 오라마스 | 요코하마 스타디움 관중: 0 심판: 스위니 케빈 (미국) |

| 팀                                                                                               | 1 | 2 | 3 | 4 | 5 | 6 | 7 | 8 | 9 | R | H  | E |
| 일본 (모리시타 마사토)                                                                           | 0 | 1 | 1 | 3 | 0 | 0 | 1 | 1 | 0 | 7 | 10 | 0 |
| 멕시코 (후안 오라마스)                                                                           | 1 | 0 | 0 | 1 | 0 | 0 | 0 | 2 | 0 | 4 | 7  | 2 |
| 승리 투수: 모리시타 마사토 (1승) 패전 투수: 후안 오라마스 (1패) 세이브: 구리바야시 료지 (1승 1S) |   |   |   |   |   |   |   |   |   |   |    |   |

### B조
| 순위 | 팀       | 승 | 패 | 승률  | 득점 | 공격이닝 | 실점 | 수비 이닝 | 득실차 |
| ---- | -------- | -- | -- | ----- | ---- | -------- | ---- | --------- | ------ |
| 1    | 미국     | 2  | 0  | 1.000 | 12   | 17       | 3    | 18        | 0.539  |
| 2    | 대한민국 | 1  | 1  | 0.500 | 8    | 19       | 9    | 18        | -0.079 |
| 3    | 이스라엘 | 0  | 2  | 0.000 | 6    | 19       | 14   | 19        | -0.421 |

| 2021년 7월 29일 19:00 조별B조 | 이스라엘                                                       | 5 - 6 (연장/10회) | 대한민국                                                  | 요코하마 스타디움 관중: 0 심판: 켄지로 모리 (일본) |
| 2021년 7월 29일 19:00 조별B조 | 패전: 제레미 블레이치                                          | 리포트            | 승리: 오승환                                              | 요코하마 스타디움 관중: 0 심판: 켄지로 모리 (일본) |
| 2021년 7월 29일 19:00 조별B조 | 홈런: 이안 킨슬러 (3회 2점) 라이언 라반웨이 (6회 2점, 9회 1점) | 리포트            | 홈런: 오지환 (4회 2점) 이정후 (7회 1점), 김현수 (7회 1점) | 요코하마 스타디움 관중: 0 심판: 켄지로 모리 (일본) |

| 팀 | 1 | 2 | 3 | 4 | 5 | 6 | 7 | 8 | 9 | 10 | R | H  | E |
| 이스라엘 (존 모스콧) | 0 | 0 | 2 | 0 | 0 | 2 | 0 | 0 | 1 | 0  | 5 | 7  | 0 |
| 대한민국 (원태인) | 0 | 0 | 0 | 2 | 0 | 0 | 3 | 0 | 0 | 1  | 6 | 11 | 0 |
| 승리 투수: 오승환 (1승) 패전 투수: 제레미 블레이치 (1패) 홈런: ISR – 이안 킨슬러 (3회 2점) 라이언 라반웨이 (6회 2점, 9회 1점) KOR – 오지환 (4회 2점) 이정후 (7회 1점) 김현수 (7회 1점) |   |   |   |   |   |   |   |   |   |    |   |    |   |

| 2021년 7월 30일 19:00 조별B조 | 미국                          | 8 - 1  | 이스라엘                      | 요코하마 스타디움 관중: 0 심판: 카사하라 마사하루 (일본) |
| 2021년 7월 30일 19:00 조별B조 | 승리: 조 라이언               | 리포트 | 패전: 조이 와그먼             | 요코하마 스타디움 관중: 0 심판: 카사하라 마사하루 (일본) |
| 2021년 7월 30일 19:00 조별B조 | 홈런: 타일러 오스틴 (3회 2점) | 리포트 | 홈런: 대니 발렌시아 (4회 1점) | 요코하마 스타디움 관중: 0 심판: 카사하라 마사하루 (일본) |

| 팀 | 1 | 2 | 3 | 4 | 5 | 6 | 7 | 8 | 9 | R | H  | E |
| 미국 (조 라이언) | 0 | 0 | 3 | 0 | 0 | 1 | 2 | 1 | 1 | 8 | 11 | 0 |
| 이스라엘 (조이 와그먼) | 0 | 0 | 0 | 1 | 0 | 0 | 0 | 0 | 0 | 1 | 7  | 2 |
| 승리 투수: 조 라이언 (1승) 패전 투수: 조이 와그먼 (1패) 홈런: USA – 타일러 오스틴 (3회 2점) ISR – 대니 발렌시아 (4회 1점) |   |   |   |   |   |   |   |   |   |   |    |   |

| 2021년 7월 31일 19:00 조별B조 | 대한민국                                          | 2 - 4  | 미국                                          | 요코하마 스타디움 관중: 0 심판: 그리브 트레버 (캐나다) |
| 2021년 7월 31일 19:00 조별B조 | 패전: 고영표                                      | 리포트 | 승리: 닉 마르티네즈 세이브: 데이비드 로버트슨 | 요코하마 스타디움 관중: 0 심판: 그리브 트레버 (캐나다) |
| 2021년 7월 31일 19:00 조별B조 | 홈런: 트리스톤 카사스 (4회 2점) 닉 앨런 (5회 1점) | 리포트 |                                               | 요코하마 스타디움 관중: 0 심판: 그리브 트레버 (캐나다) |

| 팀 | 1 | 2 | 3 | 4 | 5 | 6 | 7 | 8 | 9 | R | H | E |
| 대한민국 (고영표) | 1 | 0 | 0 | 0 | 0 | 0 | 0 | 0 | 1 | 2 | 5 | 0 |
| 미국 (닉 마르티네즈) | 0 | 0 | 0 | 2 | 2 | 0 | 0 | 0 | X | 4 | 6 | 0 |
| 승리 투수: 닉 마르티네즈 (1승) 패전 투수: 고영표 (1패) 세이브: 데이비드 로버트슨 (1S) 홈런: USA – 트리스톤 카사스 (4회 2점) 닉 앨런 (5회 1점) |   |   |   |   |   |   |   |   |   |   |   |   |

## 결선 토너먼트
더블 엘리미네이션 방식으로 진행되며 결승전 포함하여 10경기를 치른다.

### 대진표
|  | 1라운드         | 1라운드                 |                         |          | 2라운드 | 2라운드       |               |  | 준결승전 | 준결승전 |  |  | 결승전 | 결승전 |
|  |                 |                         |                         |          |         |               |               |  |          |          |  |  |        |        |
|  | #1              |                         |                         |          |         |               |               |  |          |          |  |  |        |        |
|  |                 |                         |                         |          |         |               |               |  |          |          |  |  |        |        |
|  | 이스라엘        | 12                      |                         |          |         |               |               |  |          |          |  |  |        |        |
|  | 이스라엘        | 12                      | #3                      |          |         |               |               |  |          |          |  |  |        |        |
|  | 멕시코          | 5                       |                         |          |         |               |               |  |          |          |  |  |        |        |
|  | 멕시코          | 5                       | 이스라엘                | 1        |         |               |               |  |          |          |  |  |        |        |
|  | #2              |                         | 이스라엘                | 1        |         |               |               |  |          |          |  |  |        |        |
|  |                 | 대한민국                | 11                      |          |         |               |               |  |          |          |  |  |        |        |
|  | 도미니카 공화국 | 대한민국                | 11                      | 3        |         |               |               |  |          |          |  |  |        |        |
|  | 도미니카 공화국 |                         | #7                      | 3        |         |               |               |  |          |          |  |  |        |        |
|  | 대한민국        | 4                       |                         |          |         |               |               |  |          |          |  |  |        |        |
|  | 대한민국        | 4                       | 대한민국                | 2        |         |               |               |  |          |          |  |  |        |        |
|  |                 |                         | 대한민국                | 2        |         |               |               |  |          |          |  |  |        |        |
|  |                 | 일본                    | 5                       |          |         |               |               |  |          |          |  |  |        |        |
|  |                 | 일본                    | 5                       |          |         |               |               |  |          |          |  |  |        |        |
|  | #4              |                         |                         |          |         |               |               |  |          |          |  |  |        |        |
|  |                 |                         |                         |          |         |               |               |  |          |          |  |  |        |        |
|  | 미국            | 6                       |                         |          |         |               |               |  |          |          |  |  |        |        |
|  | 미국            | 6                       |                         |          |         |               |               |  |          |          |  |  |        |        |
|  |                 |                         | 일본                    | 7        |         |               |               |  |          |          |  |  |        |        |
|  |                 |                         | 일본                    | 7        |         |               |               |  |          |          |  |  |        |        |
|  |                 |                         | #10                     |          |         |               |               |  |          |          |  |  |        |        |
|  |                 |                         |                         |          |         |               |               |  |          |          |  |  |        |        |
|  | 미국            | 0                       |                         |          |         |               |               |  |          |          |  |  |        |        |
|  | 미국            | 0                       | #5 (패자부활전 1라운드) |          |         |               |               |  |          |          |  |  |        |        |
|  |                 | 일본                    | 2                       |          |         |               |               |  |          |          |  |  |        |        |
|  | 이스라엘        | 일본                    | 2                       | 6        |         |               |               |  |          |          |  |  |        |        |
|  | 이스라엘        | #6 (패자부활전 2라운드) |                         | 6        |         |               |               |  |          |          |  |  |        |        |
|  | 도미니카 공화국 | 7                       |                         |          |         |               |               |  |          |          |  |  |        |        |
|  | 도미니카 공화국 | 7                       | 도미니카 공화국         | 1        |         |               |               |  |          |          |  |  |        |        |
|  |                 |                         | 도미니카 공화국         | 1        |         |               |               |  |          |          |  |  |        |        |
|  |                 |                         | 미국                    | 3        |         |               |               |  |          |          |  |  |        |        |
|  |                 |                         | 미국                    | 3        |         |               |               |  |          |          |  |  |        |        |
|  |                 |                         | #8                      |          |         |               |               |  |          |          |  |  |        |        |
|  |                 |                         |                         |          |         |               |               |  |          |          |  |  |        |        |
|  | 대한민국        | 2                       |                         |          |         |               |               |  |          |          |  |  |        |        |
|  | 대한민국        | 2                       |                         |          |         |               |               |  |          |          |  |  |        |        |
|  |                 |                         | 미국                    | 7        |         | 동메달 결정전 | 동메달 결정전 |  |          |          |  |  |        |        |
|  |                 |                         | 미국                    | 7        |         | 동메달 결정전 | 동메달 결정전 |  |          |          |  |  |        |        |
|  |                 |                         |                         |          | #9      |               |               |  |          |          |  |  |        |        |
|  |                 |                         |                         |          |         |               |               |  |          |          |  |  |        |        |
|  | 도미니카 공화국 | 10                      |                         |          |         |               |               |  |          |          |  |  |        |        |
|  | 도미니카 공화국 | 10                      |                         |          |         |               |               |  |          |          |  |  |        |        |
|  |                 |                         |                         | 대한민국 | 6       |               |               |  |          |          |  |  |        |        |
|  |                 |                         |                         | 대한민국 | 6       |               |               |  |          |          |  |  |        |        |
|  |                 |                         |                         |          |         |               |               |  |          |          |  |  |        |        |
|  |                 |                         |                         |          |         |               |               |  |          |          |  |  |        |        |
|  |                 |                         |                         |          |         |               |               |  |          |          |  |  |        |        |

### 1라운드
| 2021년 8월 1일 12:00 1라운드 | 이스라엘                      | 12 - 5 | 멕시코              | 요코하마 스타디움 관중: 0 심판: 파브리치 파브리치오 (이탈리아) |
| 2021년 8월 1일 12:00 1라운드 | 승리: 잭 웨이스               | 리포트 | 패전: 마누엘 바레다 | 요코하마 스타디움 관중: 0 심판: 파브리치 파브리치오 (이탈리아) |
| 2021년 8월 1일 12:00 1라운드 | 홈런: 대니 발렌시아 (3회 3점) | 리포트 |                     | 요코하마 스타디움 관중: 0 심판: 파브리치 파브리치오 (이탈리아) |

| 팀                                                                                            | 1 | 2 | 3 | 4 | 5 | 6 | 7 | 8 | 9 | R  | H  | E |
| 이스라엘 (조시 제이드)                                                                        | 1 | 0 | 5 | 0 | 0 | 0 | 6 | 0 | 0 | 12 | 12 | 0 |
| 멕시코 (마누엘 바레다)                                                                        | 0 | 0 | 4 | 0 | 0 | 1 | 0 | 0 | 0 | 5  | 8  | 1 |
| 승리 투수: 잭 웨이스 (1승) 패전 투수: 마누엘 바레다 (1패) 홈런: ISR – 대니 발렌시아 (3회 3점) |   |   |   |   |   |   |   |   |   |    |    |   |

| 2021년 8월 1일 19:00 1라운드 | 도미니카 공화국                 | 3 - 4  | 대한민국     | 요코하마 스타디움 관중: 0 심판: 윈터스 마크 (미국) |
| 2021년 8월 1일 19:00 1라운드 | 패전: 루이스 카스티요           | 리포트 | 승리: 오승환 | 요코하마 스타디움 관중: 0 심판: 윈터스 마크 (미국) |
| 2021년 8월 1일 19:00 1라운드 | 홈런: 후안 프란시스코 (4회 2점) | 리포트 |              | 요코하마 스타디움 관중: 0 심판: 윈터스 마크 (미국) |

| 팀                                                                                                | 1 | 2 | 3 | 4 | 5 | 6 | 7 | 8 | 9  | R | H  | E |
| 도미니카 공화국 (라울 발데스)                                                                     | 1 | 0 | 0 | 2 | 0 | 0 | 0 | 0 | 0  | 3 | 6  | 0 |
| 대한민국 (이의리)                                                                                 | 1 | 0 | 0 | 0 | 0 | 0 | 0 | 0 | 3X | 4 | 12 | 1 |
| 승리 투수: 오승환 (2승) 패전 투수: 루이스 카스티요 (1패 1S) 홈런: DOM – 후안 프란시스코 (4회 2점) |   |   |   |   |   |   |   |   |    |   |    |   |

### 2라운드
| 2021년 8월 2일 12:00 2라운드 | 이스라엘                                 | 1 - 11 (콜드/7회) | 대한민국     | 요코하마 스타디움 관중: 0 심판: 단바 코이치 (일본) |
| 2021년 8월 2일 12:00 2라운드 | 패전: 조이 와그먼                        | 리포트            | 승리: 조상우 | 요코하마 스타디움 관중: 0 심판: 단바 코이치 (일본) |
| 2021년 8월 2일 12:00 2라운드 | 홈런: 오지환 (2회 2점), 김현수 (5회 2점) | 리포트            |              | 요코하마 스타디움 관중: 0 심판: 단바 코이치 (일본) |

| 팀                                                                                                  | 1 | 2 | 3 | 4 | 5 | 6 | 7  | 8 | 9 | R  | H  | E |
| 이스라엘 (조이 와그먼)                                                                              | 0 | 0 | 0 | 0 | 1 | 0 | 0  | X | X | 1  | 3  | 2 |
| 대한민국 (김민우)                                                                                   | 1 | 2 | 0 | 0 | 7 | 0 | 1X | X | X | 11 | 18 | 0 |
| 승리 투수: 조상우 (1승) 패전 투수: 조이 와그먼 (2패) 홈런: KOR – 오지환 (2회 2점), 김현수 (5회 2점) |   |   |   |   |   |   |    |   |   |    |    |   |

| 2021년 8월 2일 19:00 2라운드 | 미국                            | 6 - 7 (연장/10회) | 일본                          | 요코하마 스타디움 관중: 0 심판: 강광회 (대한민국) |
| 2021년 8월 2일 19:00 2라운드 | 패전: 에드윈 잭슨               | 리포트            | 승리: 구리바야시 료지         | 요코하마 스타디움 관중: 0 심판: 강광회 (대한민국) |
| 2021년 8월 2일 19:00 2라운드 | 홈런: 트리스톤 카사스 (5회 3점) | 리포트            | 홈런: 스즈키 세이야 (5회 1점) | 요코하마 스타디움 관중: 0 심판: 강광회 (대한민국) |

| 팀 | 1 | 2 | 3 | 4 | 5 | 6 | 7 | 8 | 9 | 10 | R | H  | E |
| 미국 (셰인 바즈) | 0 | 0 | 0 | 3 | 3 | 0 | 0 | 0 | 0 | 0  | 6 | 12 | 2 |
| 일본 (다나카 마사히로) | 0 | 0 | 2 | 1 | 2 | 0 | 0 | 0 | 1 | 1X | 7 | 12 | 0 |
| 승리 투수: 구리바야시 료지 (2승 1S) 패전 투수: 에드윈 잭슨 (1패) 홈런: USA – 트리스톤 카사스 (5회 3점) JPN – 스즈키 세이야 (5회 1점) |   |   |   |   |   |   |   |   |   |    |   |    |   |

### 패자부활전
| 2021년 8월 3일 19:00 패자부활전 | 이스라엘                      | 6 - 7  | 도미니카 공화국                                       | 요코하마 스타디움 관중: 0 심판: 카츠미 마나베 (일본) |
| 2021년 8월 3일 19:00 패자부활전 | 패전: 잭 웨이스               | 리포트 | 승리: 루이스 카스티요                                 | 요코하마 스타디움 관중: 0 심판: 카츠미 마나베 (일본) |
| 2021년 8월 3일 19:00 패자부활전 | 홈런: 대니 발렌시아 (8회 2점) | 리포트 | 홈런: 제이슨 구즈만 (7회 1점) 요한 미네세스 (9회 1점) | 요코하마 스타디움 관중: 0 심판: 카츠미 마나베 (일본) |

| 팀 | 1 | 2 | 3 | 4 | 5 | 6 | 7 | 8 | 9  | R | H | E |
| 이스라엘 (조시 제이드) | 0 | 0 | 0 | 0 | 4 | 0 | 0 | 2 | 0  | 6 | 9 | 2 |
| 도미니카 공화국 (C.C 메르세데스) | 1 | 0 | 1 | 0 | 0 | 2 | 1 | 0 | 2X | 7 | 9 | 1 |
| 승리 투수: 루이스 카스티요 (1승 1패 1S) 패전 투수: 잭 웨이스 (1승 1패) 홈런: ISR – 대니 발렌시아 (8회 2점) DOM – 제이슨 구즈만 (7회 1점) 요한 미네세스 (9회 1점) |   |   |   |   |   |   |   |   |    |   |   |   |

| 2021년 8월 4일 12:00 패자부활전 | 도미니카 공화국               | 1 - 3  | 미국                                                    | 요코하마 스타디움 관중: 0 심판: 페르난데즈 자이르 (멕시코) |
| 2021년 8월 4일 12:00 패자부활전 | 패전: 데니 레예스             | 리포트 | 승리: 스캇 카즈미어 세이브: 데이비드 로버트슨           | 요코하마 스타디움 관중: 0 심판: 페르난데즈 자이르 (멕시코) |
| 2021년 8월 4일 12:00 패자부활전 | 홈런: 찰리 발레리오 (9회 1점) | 리포트 | 홈런: 트리스톤 카사스 (1회 2점) 테일러 오스틴 (5회 1점) | 요코하마 스타디움 관중: 0 심판: 페르난데즈 자이르 (멕시코) |

| 팀 | 1 | 2 | 3 | 4 | 5 | 6 | 7 | 8 | 9 | R | H | E |
| 도미니카 공화국 (데니 레예스) | 0 | 0 | 0 | 0 | 0 | 0 | 0 | 0 | 1 | 1 | 5 | 0 |
| 미국 (스캇 카즈미어) | 2 | 0 | 0 | 0 | 1 | 0 | 0 | 0 | X | 3 | 3 | 3 |
| 승리 투수: 스캇 카즈미어 (1승) 패전 투수: 데니 레예스 (1패) 세이브: 데이비드 로버트슨 (2S) 홈런: DOM – 찰리 발레리오 (9회 1점) USA – 트리스톤 카사스 (1회 2점), 테일러 오스틴 (5회 1점) |   |   |   |   |   |   |   |   |   |   |   |   |

### 준결승전
| 2021년 8월 4일 19:00 준결승전 | 대한민국     | 2 - 5  | 일본                                      | 요코하마 스타디움 관중: 0 심판: 에르난데스 에드윈 (푸에르토리코) |
| 2021년 8월 4일 19:00 준결승전 | 패전: 고우석 | 리포트 | 승리: 이토 히로미 세이브: 구리바야시 료지 | 요코하마 스타디움 관중: 0 심판: 에르난데스 에드윈 (푸에르토리코) |

| 팀                                                                                    | 1 | 2 | 3 | 4 | 5 | 6 | 7 | 8 | 9 | R | H | E |
| 대한민국 (고영표)                                                                     | 0 | 0 | 0 | 0 | 0 | 2 | 0 | 0 | 0 | 2 | 7 | 1 |
| 일본 (야마모토 요시노부)                                                              | 0 | 0 | 1 | 0 | 1 | 0 | 0 | 3 | X | 5 | 9 | 1 |
| 승리 투수: 이토 히로미 (1승) 패전 투수: 고우석 (1패) 세이브: 구리바야시 료지 (2승 2S) |   |   |   |   |   |   |   |   |   |   |   |   |

| 2021년 8월 5일 19:00 준결승전 | 대한민국                          | 2 - 7  | 미국            | 요코하마 스타디움 관중: 0 심판: 멘도자 자이로 (니카라과) |
| 2021년 8월 5일 19:00 준결승전 | 패전: 이의리                      | 리포트 | 승리: 조 라이언 | 요코하마 스타디움 관중: 0 심판: 멘도자 자이로 (니카라과) |
| 2021년 8월 5일 19:00 준결승전 | 홈런: 제이미 웨스트브룩 (4회 1점) | 리포트 |                 | 요코하마 스타디움 관중: 0 심판: 멘도자 자이로 (니카라과) |

| 팀                                                                                         | 1 | 2 | 3 | 4 | 5 | 6 | 7 | 8 | 9 | R | H | E |
| 대한민국 (이의리)                                                                          | 0 | 0 | 0 | 0 | 1 | 0 | 1 | 0 | 0 | 2 | 7 | 0 |
| 미국 (조 라이언)                                                                           | 0 | 1 | 0 | 1 | 0 | 5 | 0 | 0 | X | 7 | 9 | 1 |
| 승리 투수: 조 라이언 (2승) 패전 투수: 이의리 (1패) 홈런: USA – 제이미 웨스트브룩 (4회 1점) |   |   |   |   |   |   |   |   |   |   |   |   |

### 동메달 결정전
| 2021년 8월 7일 12:00 동메달전 | 도미니카 공화국                                                                      | 10 - 6 | 대한민국               | 요코하마 스타디움 관중: 0 심판: 스위니 케빈 (미국) |
| 2021년 8월 7일 12:00 동메달전 | 승리: 닉 마르티네스                                                                  | 리포트 | 패전: 오승환           | 요코하마 스타디움 관중: 0 심판: 스위니 케빈 (미국) |
| 2021년 8월 7일 12:00 동메달전 | 홈런: 훌리오 로드리게스 (1회 2점) 후안 프란시스코 (1회 1점), 요한 미에세스 (8회 2점) | 리포트 | 홈런: 김현수 (4회 1점) | 요코하마 스타디움 관중: 0 심판: 스위니 케빈 (미국) |

| 라인업          |                     |                 |          |          |          |
| 도미니카 공화국 | 도미니카 공화국     | 도미니카 공화국 | 대한민국 | 대한민국 | 대한민국 |
| 타순            | 선수명              | 포지션          | 타순     | 선수명   | 포지션   |
| 1               | 에밀리오 보니파시오 | 중견수          | 1        | 박해민   | 중견수   |
| 2               | 에릭 메히아         | 2루수           | 2        | 허경민   | 3루수    |
| 3               | 훌리오 로드리게스   | 우익수          | 3        | 이정후   | 좌익수   |
| 4               | 후안 프란시스코     | 1루수           | 4        | 김현수   | 1루수    |
| 5               | 요한 미에시스       | 좌익수          | 5        | 박건우   | 우익수   |
| 6               | 멜키 카브레라       | 지명타자        | 6        | 강백호   | 지명타자 |
| 7               | 호세 바티스타       | 3루수           | 7        | 오지환   | 유격수   |
| 8               | 찰리 발레리오       | 포수            | 8        | 양의지   | 포수     |
| 9               | 헤이손 구스만       | 유격수          | 9        | 김혜성   | 2루수    |
| 선발투수        | 선발투수            | 라울 발데스     | 선발투수 | 선발투수 | 김민우   |

| 팀 | 1 | 2 | 3 | 4 | 5 | 6 | 7 | 8 | 9 | R  | H  | E |
| 도미니카 공화국 (라울 발데스) | 4 | 0 | 0 | 0 | 1 | 0 | 0 | 5 | 0 | 10 | 14 | 0 |
| 대한민국 (김민우) | 0 | 1 | 0 | 1 | 4 | 0 | 0 | 0 | 0 | 6  | 13 | 0 |
| 승리 투수: 크리스토퍼 메르세데스 (1승) 패전 투수: 오승환 (2승 1패) 세이브: 호세 디아즈 (1S) 홈런: DOM – 훌리오 로드리게스 (1회 2점), 후안 프란시스코 (1회 1점), 요한 미에세스 (8회 2점) KOR – 김현수 (4회 1점) |   |   |   |   |   |   |   |   |   |    |    |   |

### 결승전
| 2021년 8월 7일 19:00 결승전 | 미국                              | 0 - 2  | 일본                                          | 요코하마 스타디움 관중: 0 심판: 치후아웬 (중화 타이베이) |
| 2021년 8월 7일 19:00 결승전 | 패전: 닉 마르티네스               | 리포트 | 승리: 모리시타 마사토 세이브: 구리바야시 료지 | 요코하마 스타디움 관중: 0 심판: 치후아웬 (중화 타이베이) |
| 2021년 8월 7일 19:00 결승전 | 홈런: 무라카미 무네타카 (3회 1점) | 리포트 |                                               | 요코하마 스타디움 관중: 0 심판: 치후아웬 (중화 타이베이) |

| 라인업   |                   |               |          |                   |                 |
| 미국     | 미국              | 미국          | 일본     | 일본              | 일본            |
| 타순     | 선수명            | 포지션        | 타순     | 선수명            | 포지션          |
| 1        | 에디 알바레즈     | 2루수         | 1        | 야마다 데쓰토     | 지명타자        |
| 2        | 타일러 오스틴     | 지명타자      | 2        | 사카모토 하야토   | 유격수          |
| 3        | 트리스턴 카사스   | 1루수         | 3        | 요시다 마사타카   | 좌익수          |
| 4        | 토드 프레이저     | 3루수         | 4        | 스즈키 세이야     | 우익수          |
| 5        | 에릭 필리아       | 우익수        | 5        | 아사무라 히데토   | 1루수           |
| 6        | 제이미 웨스트브룩 | 좌익수        | 6        | 야나기타 유키     | 중견수          |
| 7        | 마크 콜로즈베리   | 투수          | 7        | 기쿠치 료스케     | 2루수           |
| 8        | 닉 앨런           | 유격수        | 8        | 무라카미 무네타카 | 3루수           |
| 9        | 잭 로페즈         | 중격수        | 9        | 가이 다쿠야       | 포수            |
| 선발투수 | 선발투수          | 닉 마르티네스 | 선발투수 | 선발투수          | 모리시타 마사토 |

| 팀 | 1 | 2 | 3 | 4 | 5 | 6 | 7 | 8 | 9 | R | H | E |
| 미국 (닉 마르티네스) | 0 | 0 | 0 | 0 | 0 | 0 | 0 | 0 | 0 | 0 | 6 | 1 |
| 일본 (모리시타 마사토) | 0 | 0 | 1 | 0 | 0 | 0 | 0 | 1 | X | 2 | 8 | 0 |
| 승리 투수: 모리시타 마사토 (1승) 패전 투수: 닉 마르티네스 (1패) 세이브: 구리바야시 료지 (2승 2S) 홈런: JPN – 무라카미 무네타카 (3회 1점) |   |   |   |   |   |   |   |   |   |   |   |   |

## 우승
| 2020년 하계 올림픽 야구 우승 팀 |
| ------------------------------- |
| 일본 첫 번째 우승               |

## 최종 순위
| 순위 | 팀              | 경기 | 승 | 패 | 득 | 실 |
| ---- | --------------- | ---- | -- | -- | -- | -- |
| 1    | 일본            | 5    | 5  | 0  | 25 | 15 |
| 2    | 미국            | 6    | 4  | 2  | 28 | 15 |
| 3    | 도미니카 공화국 | 6    | 3  | 3  | 25 | 23 |
| 4    | 대한민국        | 7    | 3  | 4  | 33 | 35 |
| 5    | 이스라엘        | 5    | 1  | 4  | 25 | 37 |
| 6    | 멕시코          | 3    | 0  | 3  | 9  | 20 |

## 메달
| 종목 | 금 | 은 | 동 |
| ---- | --- | --- | --- |
| 야구 | 일본 · 아오야기 고요 · 이와자키 스구루 · 모리시타 마사토 · 이토 히로미 · 야마모토 요시노부 · 다나카 마사히로 · 야마사키 야스아키 · 구리바야시 료지 · 센가 고다이 · 오노 유다이 · 다이라 가이마 · 우메노 류타로 · 가이 다쿠야 · 야마다 데쓰토 · 겐다 소스케 · 아사무라 히데토 · 기쿠치 료스케 · 사카모토 하야토 · 무라카미 무네타카 · 곤도 겐스케 · 야나기타 유키 · 구리하라 료야 · 요시다 마사타카 · 스즈키 세이야 | 미국 · 닉 마르티네스 · 스캇 카즈미어 · 라이더 라이언 · 데이비드 로버트슨 · 앤서니 고즈 · 브랜던 딕슨 · 에드윈 잭슨 · 셰인 바즈 · 스콧 맥고프 · 조 라이언 · 시미언 우즈리처드슨 · 앤서니 카터 · 마크 콜로즈베리 · 팀 페더로비치 · 에디 알바레즈 · 잭 로페즈 · 닉 앨런 · 제이미 웨스트브룩 · 토드 프레이저 · 트리스턴 카사스 · 에릭 필리아 · 패트릭 키블러핸 · 타일러 오스틴 · 버바 스탈링 | 도미니카 공화국 · 크리스토퍼 메르세데스 · 라몬 로소 · 후니오르 가르시아 · 루이스 펠리페 카스티요 · 하이로 어센시오 · 얀 마리네스 · 앙헬 산체스 · 다리오 알바레즈 · 데니 레예스 · 라울 발데스 · 점보 디아스 · 찰리 발레리오 · 롤다니 발드윈 · 구스타보 누녜스 · 에릭 메히아 · 가브리엘 아리아스 · 헤이손 구스만 · 호세 바티스타 · 후안 프란시스코 · 예프리 페레즈 · 멜키 카브레라 · 훌리오 로드리게스 · 요한 미에시스 · 에밀리오 보니파시오 |

## 올 올림픽팀
세계 야구 소프트볼 연맹(WSBC)는 대회 종료 후 각 포지션별 최고의 선수들과 대회 MVP를 선정하였다.
| 수상               | 수상     | 선수명            | 소속팀                                           |
| ------------------ | -------- | ----------------- | ------------------------------------------------ |
| 대회 MVP           | 대회 MVP | 야마다 데쓰토     | 도쿄 야쿠르트 스왈로스(NPB)                      |
| 수비왕             | 수비왕   | 닉 앨런           | 미들랜드 록하운드 (오클랜드 애슬레틱스 산하 AA)  |
| 2020 도쿄 올림픽팀 | 우투수   | 야마모토 요시노부 | 오릭스 버팔로스(NPB)                             |
| 2020 도쿄 올림픽팀 | 좌투수   | 앤서니 고즈       | 콜럼버스 클리퍼스 (클리블랜드 인디언스 산하 AAA) |
| 2020 도쿄 올림픽팀 | 포수     | 가이 다쿠야       | 후쿠오카 소프트뱅크 호크스(NPB)                  |
| 2020 도쿄 올림픽팀 | 1루수    | 트리스턴 카사스   | 포틀랜드 시 독스 (보스턴 레드삭스 산하 AA)       |
| 2020 도쿄 올림픽팀 | 2루수    | 에디 알바레스     | 주피터 해머해드 (마이애미 말린스 산하 A)         |
| 2020 도쿄 올림픽팀 | 3루수    | 에릭 메히아       | 오마하 스톰 체이서 (캔자스시티 로열스 산하 AAA)  |
| 2020 도쿄 올림픽팀 | 유격수   | 사카모토 하야토   | 요미우리 자이언츠(NPB)                           |
| 2020 도쿄 올림픽팀 | 좌익수   | 김현수            | LG 트윈스(KBO)                                   |
| 2020 도쿄 올림픽팀 | 중견수   | 박해민            | 삼성 라이온즈(KBO)                               |
| 2020 도쿄 올림픽팀 | 우익수   | 미치 글레이저     | 수폴스 카나리스(독립리그)                        |
| 2020 도쿄 올림픽팀 | 지명타자 | 타일러 오스틴     | 요코하마 DeNA 베이스타스(NPB)                    |

## 같이 보기
- 올림픽 야구
- 2020년 하계 올림픽 소프트볼